# Ulf Andersson
Ulf Andersson (Västerås, 27 de junho de 1951) é um enxadrista sueco.
Recebeu o título de Mestre Internacional em 1970 e Grande Mestre em 1972. A partir de então, até 1982 esteve entre os dez melhores jogadores do mundo. Participou do segundo match URSS (Rússia) contra Resto do Mundo em 1984. Liderou a equipe sueca nas Olimpíadas de Xadrez dos anos 70 e 80.

## Recordista em partidas simultâneas
Andersson foi recordista mundial em partidas simultâneas. Em 6 de janeiro de 1996 em Alvsjo, jogou contra 310 oponentes. Esta marca foi superada em 2004 pelo Mestre Internacional inglês Andrew Martin.
Participa com frequência de torneios no Brasil.